# Gilbert Gottfried

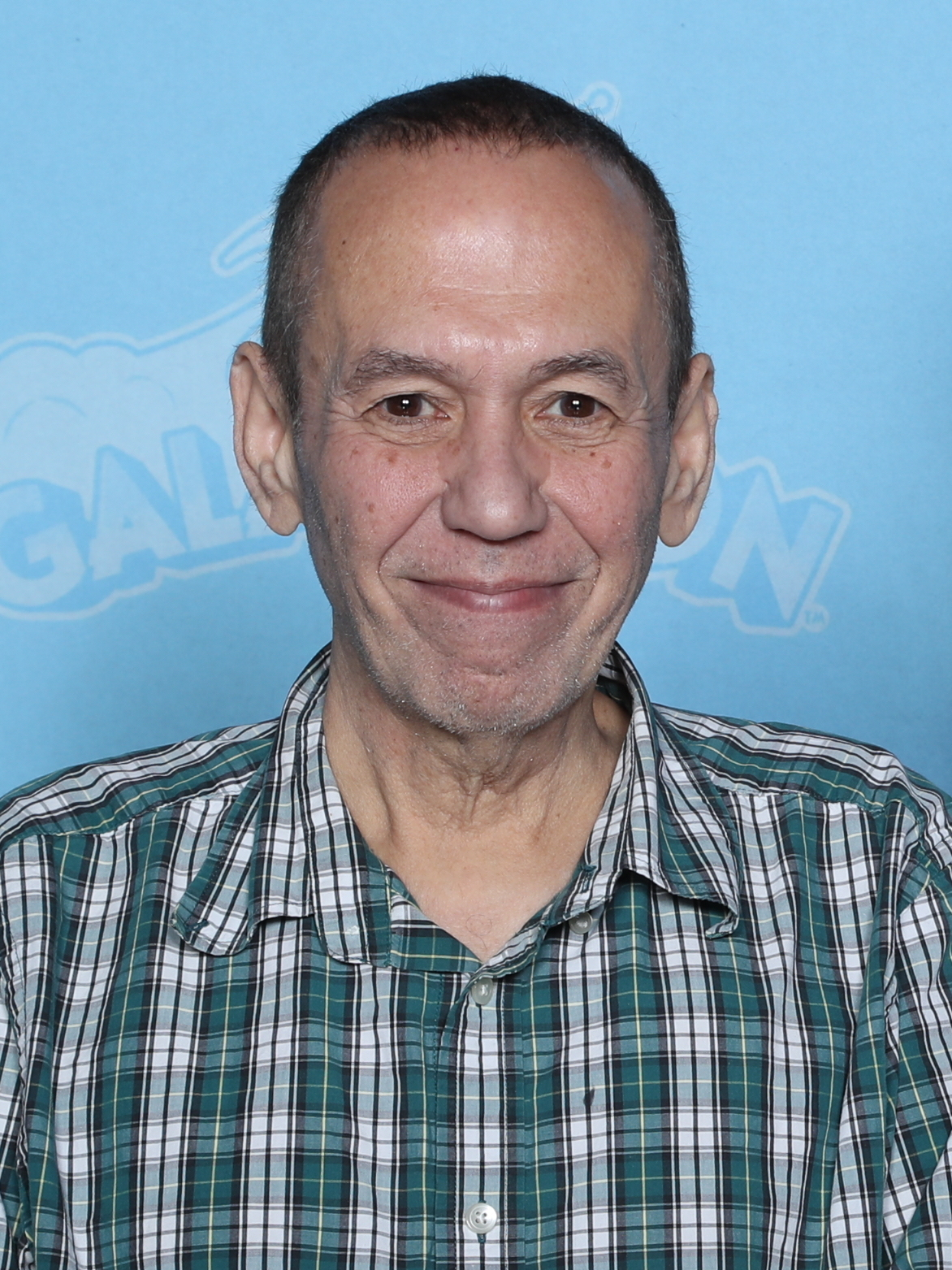
Gottfried, 2020

Gilbert Jeremy Gottfried (* 28. Februar 1955 in Brooklyn, New York City; † 12. April 2022 in Manhattan, New York City) war ein US-amerikanischer Komiker und Schauspieler.

## Leben
Gottfried begann seine Karriere schon als Jugendlicher als Stand-Up-Comedian in New York. 1980 wurde er für die Show Saturday Night Live engagiert, verließ diese aber bereits nach zwölf Episoden, in denen er selten zum Einsatz kam. Bis Mitte der 1980er Jahre arbeitete er zunächst weiter als Comedian und Nebendarsteller in verschiedenen Film- und Fernsehformaten. 1987 spielte er eine Nebenrolle in Beverly Hills Cop II, durch welche er die Aufmerksamkeit von Publikum und Filmproduzenten erlangte. In der Folge spielte er in einer ganzen Reihe von Filmkomödien, darunter Kuck mal, wer da spricht 2, So ein Satansbraten und Ein Satansbraten kommt selten allein. 1992 sprach er den Papagei Jago in der Disney-Produktion Aladdin. Seither lieh er diesem in mehreren Fortsetzungen, der Fernsehserie und in anderen Disney-Formaten seine Stimme. Weitere Sprechrollen hatte er in der Dolittle-Verfilmung mit Eddie Murphy sowie in Fernsehserien wie Beavis und Butthead und Family Guy.
Gottfried war zudem ein beliebter Gaststar des Late-Night-Talkmasters Jay Leno sowie des Radiomoderators Howard Stern, in dessen Show er unter anderem regelmäßig Groucho Marx, Andrew Dice Clay und Jerry Seinfeld parodierte.
Anlässlich der Tsunamikatastrophe im Zuge des Erdbebens in Japan im März 2011 tweetete Gottfried mehrere Witze, unter anderem: „Was hat jeder Japaner in seiner Wohnung? – Flutlichter.“ Der Versicherungskonzern Aflac, dessen Maskottchen Aflac Duck der Komiker die Stimme lieh, entließ ihn laut einem Bericht der Daily Mail daraufhin und ersetzte ihn am 26. April 2011 durch Daniel McKeague.
Seit 2014 betrieb Gottfried einen Podcast namens „Gilbert Gottfried’s Amazing Colossal Podcast“, in dem er mit Schauspielern, Autoren und Komikern über Filme und Berühmtheiten diskutierte.
Ab 2007 war Gottfried mit seiner langjährigen Lebensgefährtin verheiratet, mit der er zwei Kinder, einen Jungen und ein Mädchen, hatte.
Im April 2022 gab Gottfrieds Familie bekannt, dass er nach langer Krankheit im Alter von 67 Jahren in Manhattan gestorben sei. Gottfried starb an tachykarden Herzrhythmusstörungen aufgrund einer Myotonen Dystrophie Typ 2.

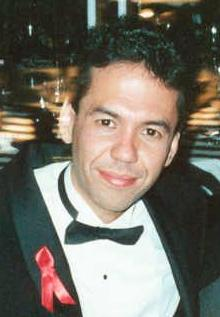
Gottfried, 1991

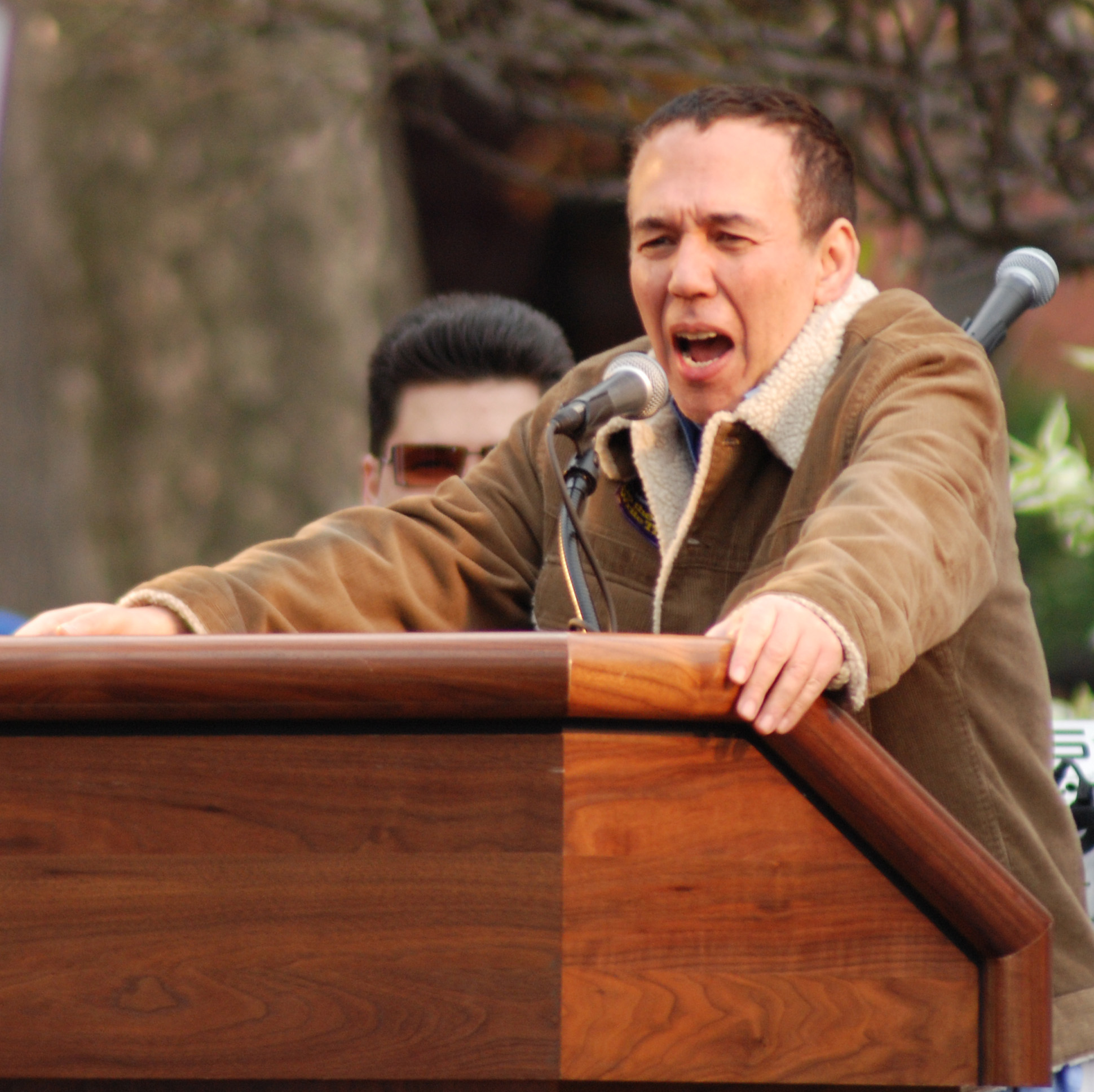
Gottfried, 2007

## Filmografie (Auswahl)

### Spielfilme
- 1985: Die Weißkittel – Dümmer als der Arzt erlaubt (Bad Medicine)
- 1987: Beverly Hills Cop II
- 1990: Kuck mal, wer da spricht 2 (Look Who’s Talking Too)
- 1990: So ein Satansbraten (Problem Child)
- 1990: Ford Fairlane – Rock ’n’ Roll Detective (The Adventures of Ford Fairlane)
- 1991: Ein Satansbraten kommt selten allein (Problem Child 2)
- 1991: Highway zur Hölle (Highway to Hell)
- 1994: Double Dragon
- 2004: Funky Monkey – Ein Affe in geheimer Mission (Funky Monkey)
- 2010: Jack im Reich der Riesen (Jack and the Beanstalk)
- 2014: A Million Ways to Die in the West
- 2016: Sharknado 4 (Sharknado: The 4th Awakens, Fernsehfilm)

### Fernsehserien
- 1987: Bill Cosby Show (The Cosby Show, Folge 3x15)
- 1990: Superboy (Folgen 2x21, 2x24)
- 1991: Harrys wundersames Strafgericht (Night Court, 3 Folgen)
- 1992: College Fieber (A Different World, Folgen 6x01–6x02)
- 1993–1994: Palm Beach-Duo (Silk Stalkings, Folgen 3x07, 4x09)
- 1994–1995: Überflieger (Wings, 3 Folgen)
- 1995: Grusel, Grauen, Gänsehaut (Are You Afraid of the Dark?, Folge 5x03)
- 1995: Verrückt nach dir (Mad About You, Folge 4x08)
- 1995: Eine schrecklich nette Familie (Married… with Children, Folge 9x19)
- 1996: Ein schrecklich nettes Haus (In the House, Folge 2x18)
- 1996: Clueless – Die Chaos-Clique (Clueless, Folge 1x10)
- 1998: Cosby (Folge 2x17)
- 2003: CSI: Den Tätern auf der Spur (CSI: Crime Scene Investigation, Folge 3x20)
- 2004: Becker (Folge 6x09)
- 2008: Hannah Montana (Folge 2x22)
- 2010: Ehe ist… (’Til Death, Folgen 4x21, 4x29)
- 2011–2012: Law & Order: Special Victims Unit (Folgen 13x09, 13x11)
- 2014: Anger Management (Folge 2x80)
- 2015: Deadbeat (Folge 2x03, Cameo)
- 2019: Critters: A New Binge
- 2022: Smiling Friends (Folge 1x08, Gott)

### Synchronsprecher
- 1992: Aladdin … als Jago
- 1993: Bonkers, der listige Luchs von Hollywood (Bonkers, 2 Folgen)
- 1994–1995: Aladdin (83 Folgen) … als Jago
- 1995–1997: Duckman (4 Folgen) … als Art De Salvo
- 1997–1998: Superman (Superman: The Animated Serie, Folgen 2x08, 3x05) … als Mr. Mxyzptlk
- 1998: Hercules (Hercules: The Animated Serie, Folge 1x04) … als Clion
- 1998: Dr. Dolittle … als Dog
- 2001–2002: Mickys Clubhaus (House of Mouse, 7 Folgen) … als Iago
- 2001–2002: Cosmo & Wanda – Wenn Elfen helfen (The Fairly OddParents, 3 Folgen) … als Dr. Bender/Wendell Bender
- 2002–2020: Cyber-Jagd (Cyberchase) … als Digit
- 2007: Family Guy (Folge 5x15) … als Horse
- 2009: 30 Rock (Folge 4x04) … als Gilbert Gottfried (sich selbst)
- 2014: Randy Cunningham: Der Ninja aus der 9. Klasse (Randy Cunningham: 9th Grade Ninja, Folge 1x46) … als Ranginald Bagel
- 2014–2015: Teenage Mutant Ninja Turtles (3 Folgen) … als Kraang Sub-Prime

## Auszeichnungen
- 1991: Goldene-Himbeere-Nominierung für Ford Fairlane – Rock ’n’ Roll Detective
- 2009: Emmy-Nominierung für Cyber-Jagd (Cyberchase)